# Rhagio scapulifer
Rhagio scapulifer är en tvåvingeart som först beskrevs av Jacques-Marie-Frangile Bigot 1887.  Rhagio scapulifer ingår i släktet Rhagio och familjen snäppflugor. Inga underarter finns listade i Catalogue of Life.